# Ferrari TR

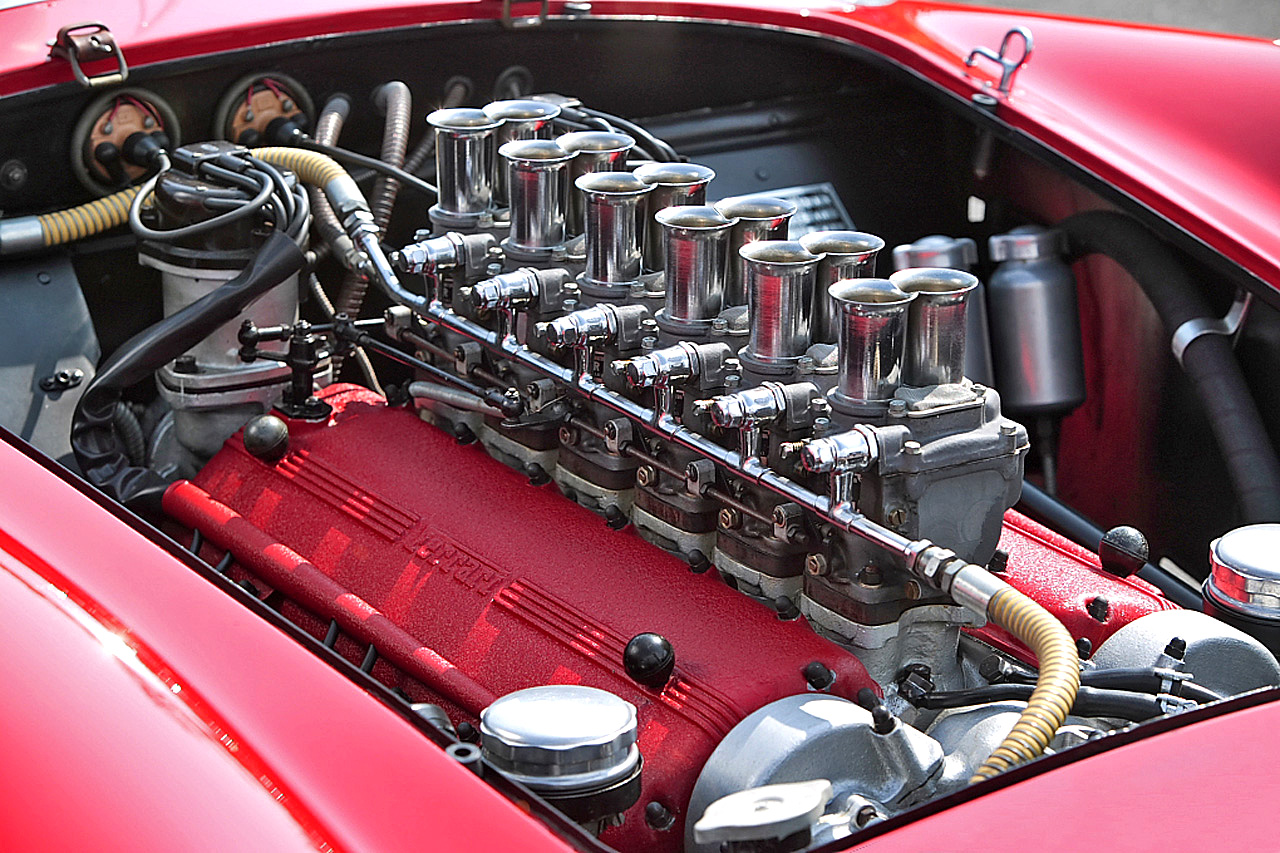
Motor do 250 Testa Rossa

A Ferrari TR ou Ferrari 250 Testa Rossa, é um carro de corrida fabricado pela Ferrari entre as décadas de 1950 e 1960. Estes carros venceram as 24 Horas de Le Mans nos anos de 1958, 1960 e 1961. Estes carros era a versão de competição da linha Ferrari 250, especialmente a lendária 250 GTO.

## Raridade
Ao todo, trinta e quatro 250 Testa Rossas foram fabricados, a partir de 1956 até 1961. A expressão "Testa Rossa" significa "cabeça vermelha". A mais conhecida, a 250TR, foi produzida entre 1957 e 1958; somente 21 carros foram construídos, sendo 2 carros de fábrica e 19 carros de clientes. Após a Ferrari 250 GTO, a 250 Testa Rossa é o modelo fabricado pela Ferrari mais valioso geralmente avaliada em valores superiores a US$ 8 milhões. Uma Ferrari 250 Testa Rossa 1957, vendida em 20 de agosto de 2011, foi leiloada por um preço recorde de US$16,39 milhões. Este recorde foi superado em 04 de fevereiro de 2014 por outra Ferrari 250 Testa Rossa 1957 leiloada pelo valor de US$ 39,8 milhões. O carro de corrida Mach 5 do personagem Speed Racer foi inspirado nesta Ferrari 250 Testa Rossa.